# Mikroflora
Mikroflora – ogół mikroorganizmów (bakterii i drobnych grzybów lub grzybopodobnych protistów, czyli grup zaliczanych w dawnych ujęciach taksonomicznych do roślin) żyjących w danym środowisku np.: w ciele człowieka (flora fizjologiczna człowieka), przewodzie pokarmowym (flora bakteryjna jelita), glebie, zbiorniku wodnym (mikroflora autochtoniczna wód). Pojęcie to funkcjonuje głównie w kontekście medycznym, w języku biologicznym ze względu na zmiany taksonomiczne bywa zastępowane nazwą mikrobiom lub mikrobiota.